# Francja na Zimowych Igrzyskach Olimpijskich 2006
Francję na Zimowych Igrzyskach Olimpijskich 2006 reprezentowało 89 zawodników. Był to dwudziesty start Francji na zimowych igrzyskach olimpijskich.

## Zdobyte medale
| Medal  | Zawodnik                                                                | Dyscyplina sportowa   | Konkurencja             | Rezultat   |
| ------ | ----------------------------------------------------------------------- | --------------------- | ----------------------- | ---------- |
| Złoto  | Vincent Defrasne                                                        | Biathlon              | Bieg pościgowy mężczyzn | 35:20,2    |
| Złoto  | Florence Baverel-Robert                                                 | Biathlon              | Sprint kobiet           | 22:21,4    |
| Złoto  | Antoine Deneriaz                                                        | Narciarstwo alpejskie | Zjazd mężczyzn          | 1:48,80    |
| Srebro | Roddy Darragon                                                          | Biegi narciarskie     | Sprint mężczyzn         | 2:27,1     |
| Srebro | Joel Chenal                                                             | Narciarstwo alpejskie | Slalom gigant mężczyzn  | 2:35,07    |
| Brąz   | Julien Robert Ferreol Cannard Vincent Defrasne Raphael Poiree           | Biathlon              | Sztafeta mężczyzn       | 1h 22:35,1 |
| Brąz   | Delphyne Peretto Florence Baverel-Robert Sylvie Becaert Sandrine Bailly | Biathlon              | Sztafeta kobiet         | 1h 18:38,7 |
| Brąz   | Sandra Laoura                                                           | Narciarstwo dowolne   | jazda po muldach kobiet | 25,37 pkt  |
| Brąz   | Paul-Henri de Le Rue                                                    | Snowboarding          | Cross mężczyzn          | 22,12      |

## Wyniki reprezentantów Francji

### Biathlon
Mężczyźni
- Ferreol Cannard

sprint – 32. miejsce
bieg pościgowy – 40. miejsce
- Vincent Defrasne

bieg indywidualny – 34. miejsce
sprint – 4. miejsce
bieg pościgowy – 
bieg masowy – 11. miejsce
- Simon Fourcade

bieg indywidualny – 31. miejsce
- Raphael Poiree

bieg indywidualny – 20. miejsce
sprint – 8. miejsce
bieg pościgowy – DNF
bieg masowy – 12. miejsce
- Julien Robert

bieg indywidualny – 6. miejsce
sprint – 18. miejsce
bieg pościgowy – 10. miejsce
bieg masowy – 16. miejsce
- Julien Robert, Ferreol Cannard, Vincent Defrasne, Raphael Poiree

sztafeta – 
Kobiety
- Sandrine Bailly

bieg indywidualny – 6. miejsce
sprint – 6. miejsce
bieg pościgowy – 12. miejsce
bieg masowy – 10. miejsce
- Florence Baverel-Robert

bieg indywidualny – 26. miejsce
sprint – 
bieg pościgowy – 13. miejsce
bieg masowy – 5. miejsce
- Sylvie Becaert

bieg indywidualny – 24. miejsce
sprint – 30. miejsce
bieg pościgowy – 34. miejsce
bieg masowy – 26. miejsce
- Delphyne Peretto

bieg indywidualny – 40. miejsce
sprint – 14. miejsce
bieg pościgowy – 26. miejsce
bieg masowy – 27. miejsce
- Delphyne Peretto, Florence Baverel-Robert, Sylvie Becaert, Sandrine Bailly

sztafeta – 

### Biegi narciarskie
Mężczyźni
- Jean Marc Gaillard

15 km stylem klasycznym – 23. miejsce
50 km stylem dowolnym – 11. miejsce
- Emmanuel Jonnier

30 km stylem łączonym – DNF
50 km stylem dowolnym – 4. miejsce
- Christophe Perrillat

15 km stylem klasycznym – 24. miejsce
30 km stylem łączonym – 35. miejsce
- Alexandre Rousselet

15 km stylem klasycznym – 18. miejsce
30 km stylem łączonym – 27. miejsce
50 km stylem dowolnym – 26. miejsce
- Vincent Vittoz

15 km stylem klasycznym – 14. miejsce
30 km stylem łączonym – 6. miejsce
50 km stylem dowolnym – 9. miejsce
- Roddy Darragon

sprint – 
- Christophe Perrillat, Alexandre Rousselet, Emmanuel Jonnier, Vincent Vittoz

sztafeta – 4. miejsce
Kobiety
- Karine Philippot

15 km stylem łączonym – 20. miejsce
30 km stylem dowolnym – 11. miejsce
- Elodie Bourgeois Pin

sprint – 55. miejsce
10 km stylem klasycznym – 22. miejsce
30 km stylem dowolnym – 36. miejsce
- Emilie Vina

sprint – 47. miejsce
- Aurelie Perrillat Storti

10 km stylem klasycznym – 37. miejsce
- Elodie Bourgeois Pin, Aurelie Perrillat Storti

bieg drużynowy – 11. miejsce
- Aurelie Perrillat Storti, Karine Philippot, Cecile Storti, Emilie Vina

sztafeta – 9. miejsce

### Bobsleje
Mężczyźni
- Bruno Mingeon, Stephane Galbert

dwójka – 21. miejsce
- Bruno Mingeon, Christophe Fouquet, Pierre-Alain Menneron, Alexandre Vanhoutte

czwórka – 18. miejsce

### Kombinacja norweska
Mężczyźni
- Nicolas Bal

Kombinacja indywidualna sprint – 27. miejsce
Kombinacja indywidualna  – 31. miejsce
- François Braud

Kombinacja indywidualna – 42. miejsce
- Jason Lamy Chappuis

Kombinacja indywidualna sprint – 4. miejsce
Kombinacja indywidualna – 31. miejsce
- Ludovic Roux

Kombinacja indywidualna sprint – DNS
Kombinacja indywidualna – 26. miejsce
- François Braud, Nicolas Bal, Ludovic Roux, Jason Lamy Chappuis

drużyna – 5. miejsce

### Łyżwiarstwo figurowe
Mężczyźni
- Frédéric Dambier

singiel – 19. miejsce
- Brian Joubert

singiel – 6. miejsce
Pary
- Marylin Pla, Yannick Bonheur

pary sportowa – 14. miejsce
- Isabelle Delobel, Olivier Schoenfelder

pary taneczna – 4. miejsce
- Natalie Pechalat, Fabian Bourzat

pary taneczna – 18. miejsce

### Narciarstwo alpejskie
Mężczyźni
- Yannick Bertrand

zjazd – 24. miejsce
supergigant – 24. miejsce
- Pierrick Bourgeat

slalom – 11. miejsce
kombinacja – 8. miejsce
- Raphael Burtin

gigant slalom – 21. miejsce
- Joel Chenal

slalom gigant – 
- Pierre-Emmanuel Dalcin

zjazd – 11. miejsce
supergigant – DSQ
- Antoine Deneriaz

zjazd – 
supergigant – 11. miejsce
- Thomas Fanara

gigant slalom – DSQ
- Jean-Baptiste Grange

slalom – DSQ
kombinacja – 13. miejsce
- Gauthier de Tessieres

supergigant – 39. miejsce
gigant slalom – DSQ
- Stephane Tissot

slalom – DSQ
Kobiety
- Anne-Sophie Barthet

slalom – 34. miejsce
kombinacja – DSQ
- Ingrid Jacquemod

zjazd – 16. miejsce
supergigant – 32. miejsce
gigant slalom – 21. miejsce
- Florine de Leymarie

slalom – 11. miejsce
- Marie Marchand-Arvier

zjazd – 15. miejsce
supergigant – 25. miejsce
kombinacja – 18. miejsce
- Carole Montillet-Carles

zjazd – 28, miejsce
supergigant – 5. miejsce
- Laure Pequegnot

slalom – DSQ
- Vanessa Vidal

slalom – 26. miejsce

### Narciarstwo dowolne
Mężczyźni
- Guilbaut Colas

jazda po muldach – 10. miejsce
- Aurélien Lohrer

skoki akrobatyczne – 22. miejsce
- Pierre Ochs

jazda po muldach – 17. miejsce
- Silvan Palazot

jazda po muldach – 26. miejsce
Kobiety
- Sandra Laoura

jazda po muldach – 

### Short track
Mężczyźni
- Jean-Charles Mattei

1000 m – 16. miejsce
1500 m – 24. miejsce
- Maxime Chataignier

1000 m – DSQ
1500 m – 18. miejsce
Kobiety
- Stephanie Bouvier

500 m – DSQ
1000 m – 20. miejsce
1500 m – DSQ
- Choi Min-kyung

1000 m – DSQ
- Myrtille Gollin

1500 m – 19. miejsce
- Stephanie Bouvier, Choi Min-kyung, Myrtille Gollin, Céline Lecompére

sztafeta – 6. miejsce

### Skeleton
Mężczyźni
- Phillippe Cavoret – 14. miejsce

### Snowboarding
Mężczyźni
- Mathieu Crepel

halfpipe – 17. miejsce
- Gary Zebrowski

halfpipe – 6. miejsce
- Mathieu Bozzetto

slalom gigant równoległy – 4. miejsce
- Nicolas Huet

slalom gigant równoległy – 10. miejsce
- Paul-Henri de Le Rue

cross – 
- Xavier Delerue

cross – 18. miejsce
- Sylvain Duclos

cross – 29. miejsce
- Pierre Vaultier

cross – 35. miejsce
Kobiety
- Cecile Alzina

halfpipe – 19. miejsce
- Sophie Rodriguez

halfpipe – 13. miejsce
- Doriane Vidal

halfpipe – 8. miejsce
- Isabelle Blanc

slalom gigant równoległy – 14. miejsce
- Julie Pomagalski

slalom gigant równoległy – 6. miejsce
cross – 23. miejsce
- Deborah Anthonioz

cross – 10. miejsce
- Marie Laissus

cross – 8. miejsce
- Karine Ruby

cross – 16. miejsce